# Contractus lex
Contractus lex es una locución latina que significa el contrato es ley y que es utilizada para referirse al principio general del derecho civil, que establece que el contrato es norma jurídica válida entre las partes contratantes. Es lo mismo decir, el contrato es ley entre las partes.
La definición que se hace hoy en día, en sustitución de la clásica, viene a determinar que el contrato produce una vinculación respaldada por el ordenamiento jurídico entre las partes contratantes, así como una vinculación de cara a determinados beneficiarios del contrato. El fundamento de dicha vinculación es la autonomía de la voluntad.